# 蓝头红尾鸲
蓝头红尾鸲（学名：Phoenicurus caeruleocephala）为鶲科红尾鸲属的鸟类。分布于巴基斯坦、印度、不丹、尼泊尔、阿富汗、塔吉克以及中国大陆的新疆等地，一般栖息于灌丛间和高树枝条上。该物种的模式产地在喜马拉雅山脉地区。